# 셋온음
셋온음, 삼전음(三全音), 혹은 트라이톤(영어: tritone)은 온음 세개가 더해진 음정이며 약어로 TT 로 표기하기도 한다. 음정 도수로 표기하여 증4도나 감5도라고 하기도 한다.
예를 들면 다와 올림바 또는 내림사의 음정 간격이 셋온음이다.

## 역사
중세의 유럽에서는 이 음정이 거슬리게 들린다고 하여 사용이 금지되었다. 심지어는 종교계에서는 "the Devil in music", "음악 속 악마"라는 표현을 사용하기까지 했었다.

## 같이 보기
- 음정